# Augusto Barrera

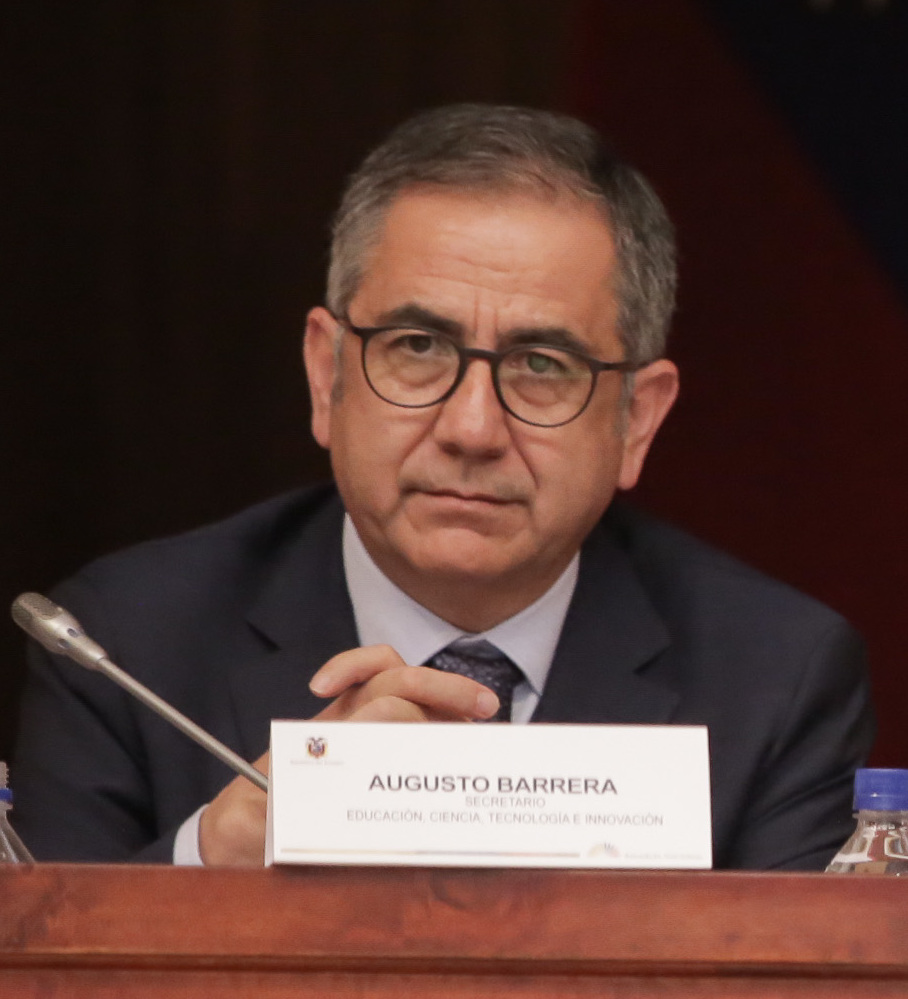
Augusto Barrera, 2018

Augusto Barrera Guarderas (* 11. Dezember 1961 in Quito, Ecuador) ist ein ecuadorianischer Arzt, Sozialwissenschaftler, Politiker und war vom 31. Juli 2009 bis zum 14. Mai 2014 Bürgermeister von Quito.

## Leben
Barrera hat an der Universidad Central del Ecuador von 1979 bis 1986 Medizin studiert, an der FLACSO Quito von 1997 bis 1999 und an der Universidad Internacional de Andalucía von 1999 bis 2001 Sozial- und Politikwissenschaften. Er hat unter anderem an der FLACSO Quito, der Universidad Andina Simón Bolívar Quito und der Universidad Central del Ecuador Kurse in Sozialwissenschaften gegeben. Er war von Januar 2005 bis Oktober 2008 im Stadtrat von Quito. Barrera ist Mitglied von Alianza PAÍS.

## Einige Publikationen
- BARRERA Augusto u. a.: Entre la utopía y el desencanto. Pachakutik en el Gobierno de Gutiérrez, Quito: Editorial Planeta, 2004.
- BARRERA Augusto:  Acción colectiva y crisis política. El movimiento indígena ecuatoriano en la década de los noventa, Quito: OSAL-CLACSO, Centro de Investigaciones CIUDAD, Ed. Abya Yala, Quito 2001.
- BARRERA Augusto, RODRIGUEZ Lourdes, RAMIREZ Franklin: Ecuador un modelo para (des)armar. Descentralización, disparidades regionales y modo de desarrollo. Grupo de Democracia y desarrollo local, Quito: Ed. CIUDAD – ABYA YALA -ILDIS, 2000.